# Triplax marcescens
Triplax marcescens är en skalbaggsart som beskrevs av Boyle 1954. Triplax marcescens ingår i släktet Triplax och familjen trädsvampbaggar. Inga underarter finns listade i Catalogue of Life.